# Aldine (Texas)
Aldine es un lugar designado por el censo ubicado en el condado de Harris en el estado estadounidense de Texas. En el Censo de 2010 tenía una población de 15.869 habitantes y una densidad poblacional de 774,01 personas por km².

## Geografía
Aldine se encuentra ubicado en las coordenadas 29°54′48″N 95°22′39″O / 29.91333, -95.37750. Según la Oficina del Censo de los Estados Unidos, Aldine tiene una superficie total de 20.5 km², de la cual 20.46 km² corresponden a tierra firme y (0.21%) 0.04 km² es agua.

## Demografía
Según el censo de 2010, había 15.869 personas residiendo en Aldine. La densidad de población era de 774,01 hab./km². De los 15.869 habitantes, Aldine estaba compuesto por el 58.67% blancos, el 2.86% eran afroamericanos, el 0.95% eran amerindios, el 1.97% eran asiáticos, el 0.01% eran isleños del Pacífico, el 31.31% eran de otras razas y el 4.23% pertenecían a dos o más razas. Del total de la población el 82.15% eran hispanos o latinos de cualquier raza.

## Gobierno
El Harris County Hospital District ("Distrito de Hospitales del Condado de Harris") gestiona el Aldine Health Center, un centro de salud, cerca de Aldine.

## Educación
El Distrito Escolar Independiente de Aldine gestiona escuelas públicas.
La Biblioteca Pública del Condado de Harris gestiona la Biblioteca Sucursal Aldine en Greenspoint, Houston.